# جی. مایکل اوانس
جی. مایکل اوانس (انگلیسی: J. Michael Evans؛ زادهٔ ۱۶ اوت ۱۹۵۷) قایقران روئینگ اهل کانادا بود.
وی در مسابقات کشوری و بین‌المللی در مجموع برندهٔ ۱ مدال طلا شده‌است.